# Chiesa di Santa Caterina (Zagabria)
La chiesa di Santa Caterina (in croato crkva sv. Katarine) è una chiesa in stile barocco a situata a Zagabria, consacrata a Caterina d'Alessandria. La costruzione iniziò nel 1620 e fu completata nel 1632.